# Prionobrama
Prionobrama és un gènere de peixos de la família dels caràcids i de l'ordre dels caraciformes.

## Taxonomia
- Prionobrama filigera (Cope, 1870)[2]
- Prionobrama paraguayensis (Eigenmann, 1914)[3][4][5][6][7][8][9][10]